# Хематологичен брояч
Хематологичния брояч, познат още като хематологичен анализатор или брояч на кръвни клетки, представлява автоматизиран лабораторен апарат, с помощта на който се провежда изпитание на кръв за установяване на броя кръвни клетки, диференцирани по техния вид, както и някои други параметри на кръвта, като хемоглобин, хематокрит и т.н. Резултатът от изпитанието се нарича кръвна картина.
Хематологичните анализатори обикновено имат възможност за свързване с лабораторни информационни системи (ЛИС), така че получените от изпитанието резултати да бъдат изпратени към ЛИС за по-нататъшна обработка и съхраняване.